# 北海道道15号幕別大樹線
北海道道15号幕別大樹線（ほっかいどうどう15ごう まくべつたいきせん）は、北海道中川郡幕別町より広尾郡大樹町に至る道道（主要地方道）である。

## 概要
猿別川・糠内川に沿って走る。

### 路線データ
- 起点：北海道中川郡幕別町本町（国道38号交点）
- 終点：北海道広尾郡大樹町東本通（国道236号・北海道道55号清水大樹線交点）
- 総延長：48.342 km[1]
- 実延長：39.316 km[1]
- 重用延長：9.026 km[1]

## 歴史
- 1954年（昭和29年）3月30日 - 36号として路線認定[2]。
- 1993年（平成5年）5月11日 - 建設省から、道道幕別大樹線が幕別大樹線として主要地方道に指定される[3]。
- 1994年（平成6年）10月1日 - 路線番号を15号に変更[4]。

## 路線状況

### 重複区間
- 北海道道503号明倫幕別停車場線：中川郡幕別町本町 - 中川郡幕別町寿町
- 北海道道62号豊頃糠内芽室線：中川郡幕別町字五位
- 国道236号：中川郡幕別町忠類元忠類 - 広尾郡大樹町東本通
- 北海道道319号生花大樹線：中川郡幕別町忠類幸町 - 広尾郡大樹町東本通
- 北海道道55号清水大樹線・北海道道773号萠和大樹停車場線：広尾郡大樹町柏木町 - 広尾郡大樹町東本通

## 地理

### 通過する自治体
- 十勝総合振興局
  - 中川郡幕別町
  - 広尾郡大樹町

### 交差する道路
幕別町
- 国道38号 - 本町（起点）
- 北海道道260号幕別停車場線 - 本町
- 北海道道503号明倫幕別停車場線 - 寿町
- 北海道道62号豊頃糠内芽室線 - 五位（重複）
- 北海道道716号駒畠更別線 - 駒畠
- 北海道道210号尾田豊頃停車場線 - 駒畠
- 国道236号 - 忠類元忠類
- 北海道道319号生花大樹線 - 忠類幸町
- 北海道道657号美成忠類停車場線 - 忠類幸町

大樹町
- 北海道道55号清水大樹線 - 柏木町
- 国道236号上 - 東本通（終点）
- 北海道道55号清水大樹線 - 東本通（終点）